# Авганистан на Светском првенству у атлетици у дворани 2012.
Авганистан је учествовао на Светском првенству у атлетици у дворани 2012. одржаном у Истанбулу од 9. до 11. марта. У првом учешћу на светским првенствима у дворани, репрезентацију Авганистана представљала је једна атлетичарка, која се такмичила у трци на 60 метара.

## Учесници
Жене:
- Тахмина Кохистани — 60 м

## Резултати

### Жене
| Атлетичарка       | Дисциплина | Лични рекорд | Квалификација | Квалификација | Полуфинале            | Полуфинале            | Финале                | Финале       | Детаљи |
| Атлетичарка       | Дисциплина | Лични рекорд | Резултат      | Место         | Резултат              | Место                 | Резултат              | Место        | Детаљи |
| ----------------- | ---------- | ------------ | ------------- | ------------- | --------------------- | --------------------- | --------------------- | ------------ | ------ |
| Тахмина Кохистани | 60 м       |              | 9,32 НР       | 8. у гр. 7    | Није се квалификовала | Није се квалификовала | Није се квалификовала | 62 / 62 (63) |        |